# Grzybówka mydlana

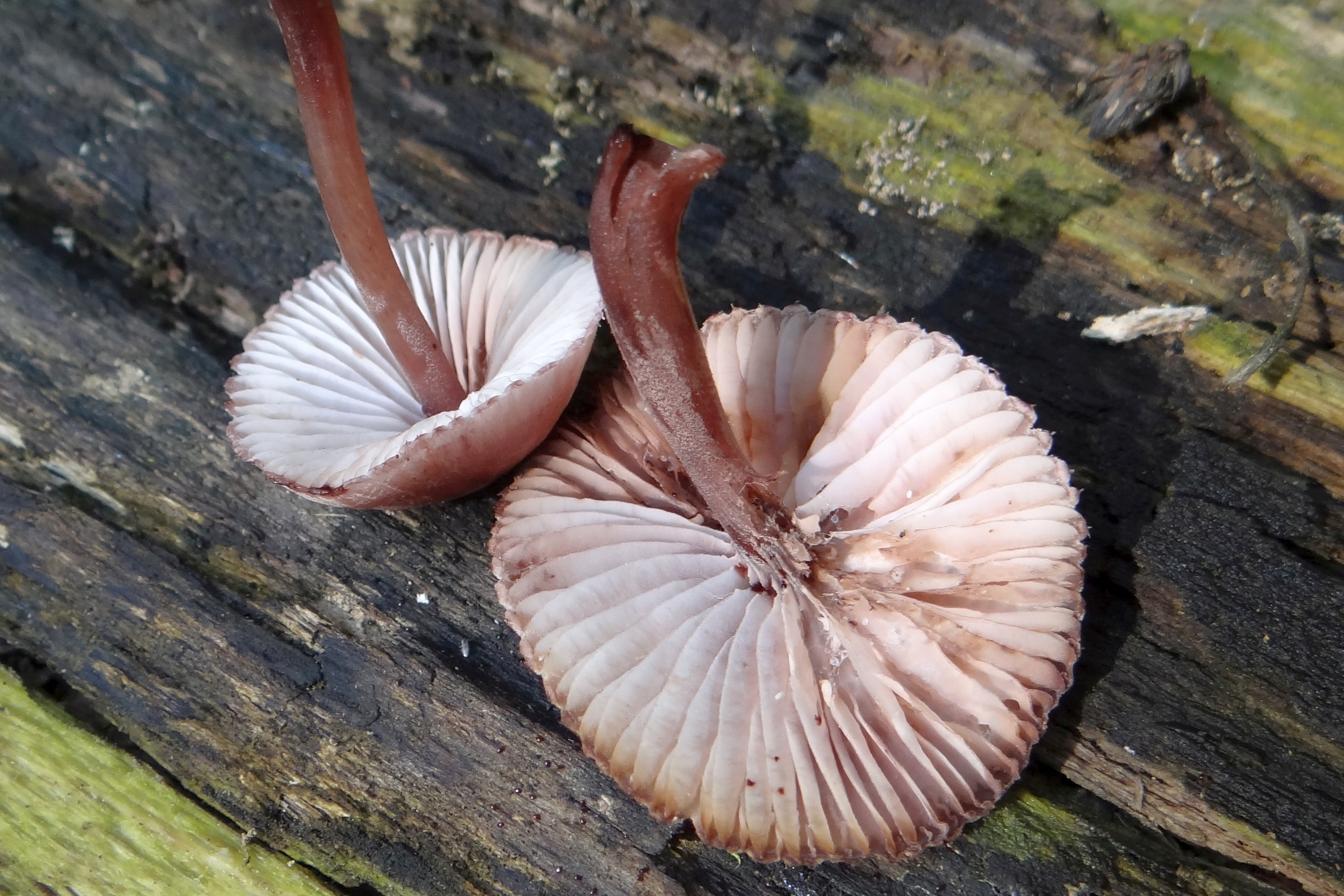

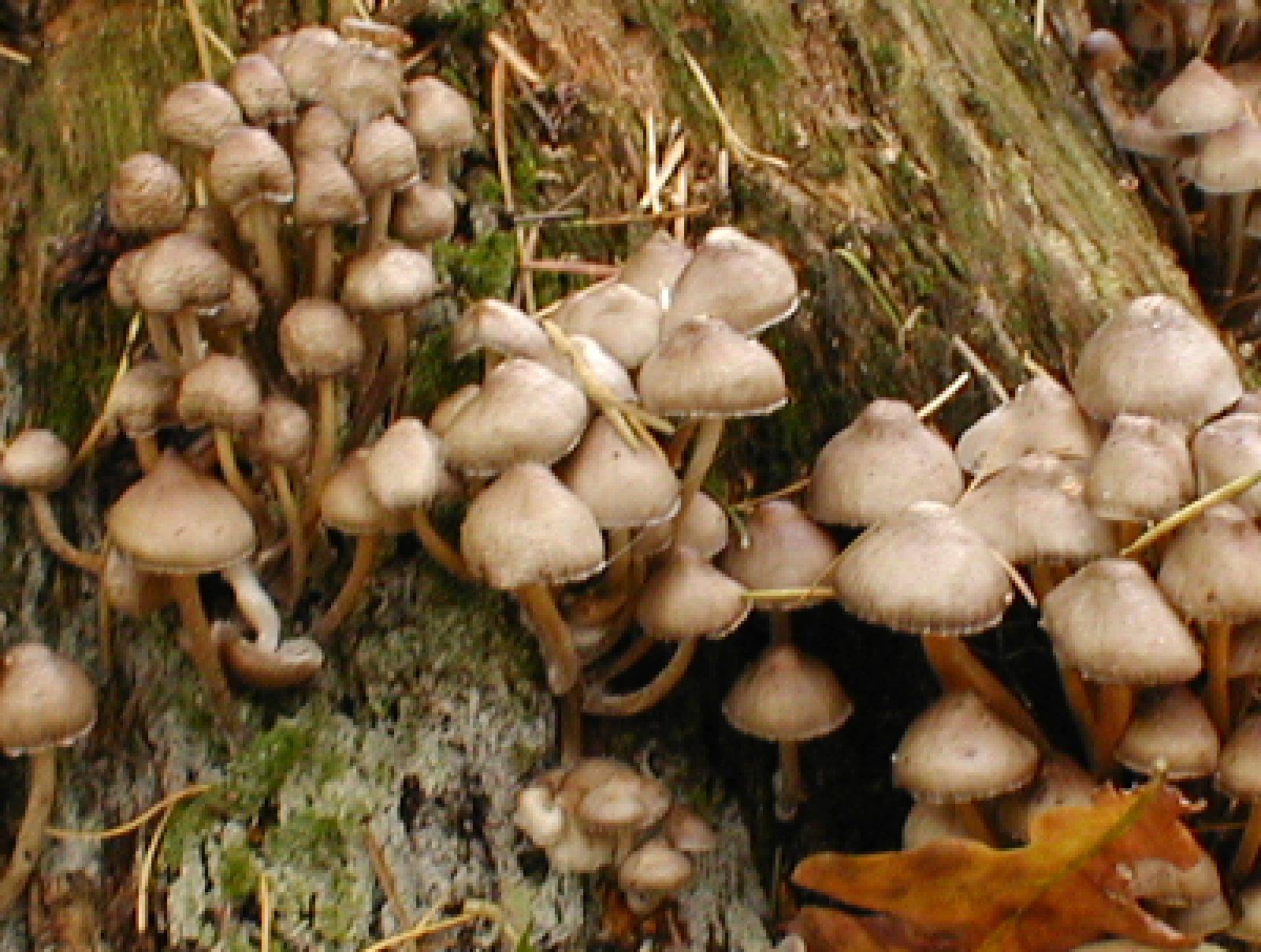

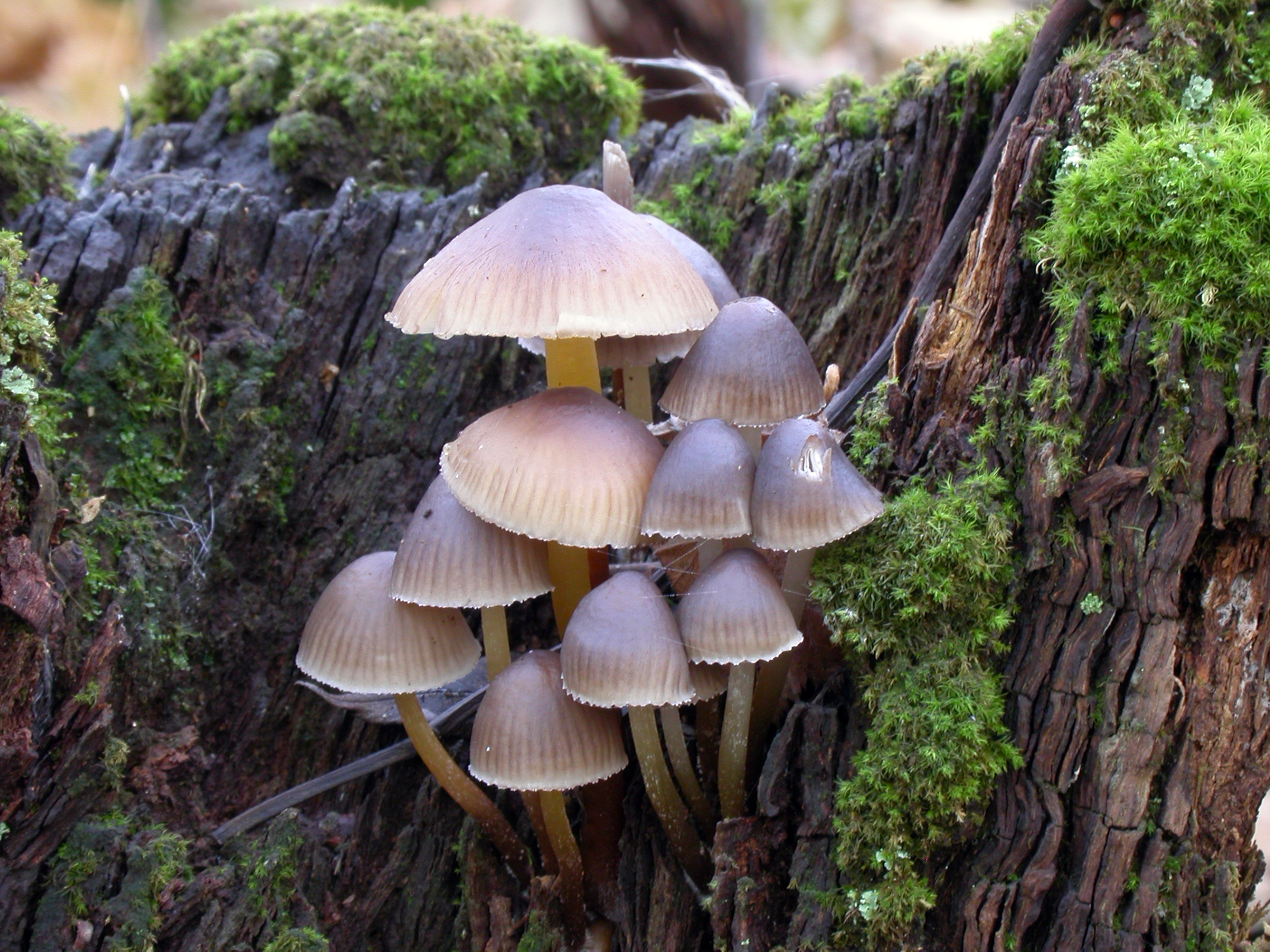

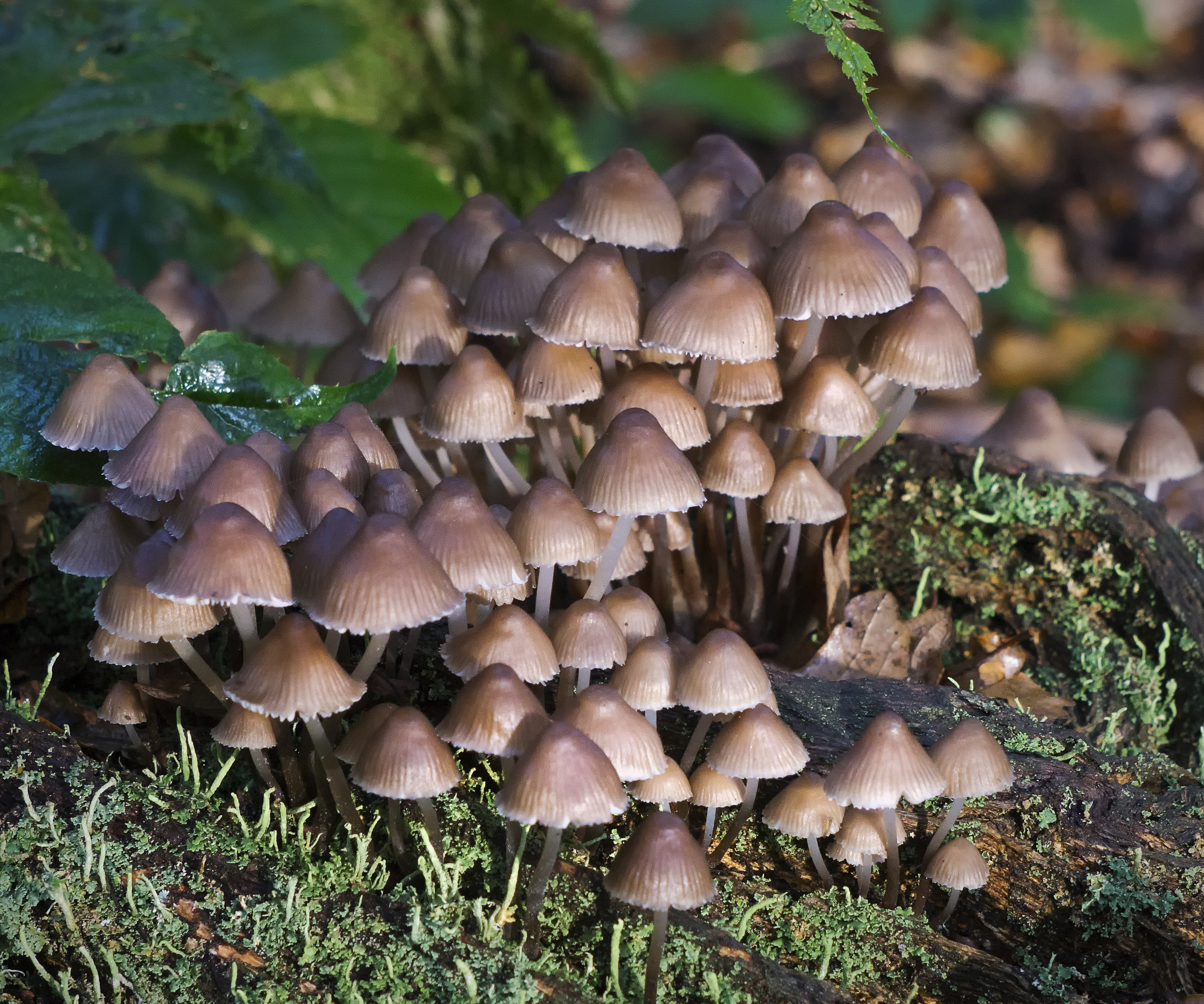

Grzybówka mydlana (Mycena inclinata (Fr.) Quél.) – gatunek grzybów z rodziny grzybówkowatych (Mycenaceae).

## Systematyka i nazewnictwo
Pozycja w klasyfikacji według Index Fungorum: Mycena, Mycenaceae, Agaricales, Agaricomycetidae, Agaricomycetes, Agaricomycotina, Basidiomycota, Fungi.
Takson ten opisał w Elias Fries 1838 r. nadając mu nazwę Agaricus inclinatus. Obecną, uznaną przez Index Fungorum nazwę nadał mu Lucien Quélet w 1872 r.
Synonimy:
- Agaricus galericulatus var. calopus Fr. 1873
- Agaricus inclinatus Fr. 1838
- Mycena calopus (Fr.) Bres. 1907
- Mycena galericulata var. calopus (Fr.) P. Karst. 1879
- Mycena inclinata f. albopilea Derbsch & J.Aug. Schmitt ex Robich & Consiglio 2005
- Mycena inclinata f. albopilea Derbsch & J.Aug. Schmitt ex Robich & Consiglio 2003
- Mycena inclinata var. albopilea Derbsch & J.Aug. Schmitt 1987
- Mycena inclinata var. exstria Rick 1938
- Mycena inclinata var. kinabaluensis Corner 1994
- Mycena inclinata var. subglobospora Corner 1994

Nazwę polską nadała mu Maria Lisiewska w 1987 r. Barbara Gumińska i Władysław Wojewoda w 1983 r. używali nazwy grzybówka zgięta.

## Morfologia
Kapelusz
Średnica 10–40 mm, paraboliczny, stożkowy lub dzwonkowaty, z garbkiem lub bez, w końcu płasko-wypukły, półprzezroczyście prążkowany (czasem jest to słabo widoczne). Powierzchnia naga, w stanie wilgotnym lepka. Początkowo o barwie od kremowej do blado brązowej lub szarawej, potem coraz ciemniejsza, ciemnobrązowa, ciemnoczerwono-brązowa, czasem srebrzystoszara. Środek ciemniejszy, często czarnobrązowy.
Blaszki
W liczbie 22–33 dochodzących do trzonu, przyrośnięte, zbiegające, początkowo białe, potem blado-sepiowe lub blado szarobrązowe, w końcu często czerwonawe z różowym odcieniem, często nakrapiane winnymi plamkami, zwłaszcza w pobliżu brzegu kapelusza. Ostrza białawe.
Trzon
Wysokość 30–150 mm, grubość 1,5–6 mm, walcowaty, pusty w środku, twardy, przy podstawie grubszy, prosty lub zakrzywiony.. Powierzchnia od gładkiej do drobno karbowanej i przechodzącej we włókienkowatą, czasem w górnej części owłosiony. Barwa od srebrzystobiałej dp srebrzystoszarej, czasem u góry żółtawa, w dolnej części ciemnoczerwono-brązowa. U starszych owocników staje się całkowicie ciemnobrązowy. Podstawa gęsto pokryta długimi, grubymi włókienkami o barwie od białawej poprzez żółtawą do ochrowej.
Miąższ
Zapach często silnie mączny, albo zjełczały. Smak podobny, cierpki i nieprzyjemny.
Cechy mikroskopowe
Podstawki 24–38 × 6,5–9 µm, maczugowate, 4-zarodnikowe, ze sterygmami o długości 4–9 µm. Zarodniki 7–11 × 5–8 µm, szeroko pipetowate, gładkie, amyloidalne. Cheilocystydy 19–35 × 6,5–13,5 µm, maczugowate, lub prawie cylindryczne, pokryte z rzadka nierównomiernie rozmieszczonymi, grubymi, cylindrycznymi, prostymi lub rozgałęzionymi wybrzuszeniami 1–17 × 0,5–2 µm. Pleurocystyd brak. Trama blaszek dekstrynoidalna. Strzępki w skórce kapelusza o szerokości 1–4 (–7) µm, gładkie, lub pokryte wypukłościami 1–5 (–18) × 1–1,5 µm. Strzępki w skórce trzonu o szerokości 2–3 µm, gładkie, z wypukłościami 2–8 × 1–1,5 µm, na końcach poszerzone do 5 µm. Sprzążki obecne w strzępkach wszystkich części grzyba.

## Występowanie i siedlisko
Grzybówka mydlana znana jest w Ameryce Północnej, Europie, Maroku, Korei, Japonii, na Borneo i w Nowej Zelandii. Władysław Wojewoda w zestawieniu grzybów wielkoowocnikowych Polski w 2003 r. przytacza liczne stanowiska.
Grzyb saprotroficzny. Występuje w lasach liściastych na próchniejących pniach i pniakach drzew, zwłaszcza dębu.

## Gatunki podobne
Grzybówka mydlana jest bardzo zmienna morfologicznie, jednak w terenie dość łatwa do odróżnienia. Występowanie na pniach dębu jest jej cechą charakterystyczną. Podobnie jest z karbowanym brzegiem kapelusza, dwukolorowym trzonem, wełnistą podstawą trzonu i silnym zapachem mącznym lub zjełczałym. Robich w 2003 r. opisał białą postać tego gatunku. Jedyną różnicą w stosunku do typowej formy jest całkowicie biały kapelusz i biały trzon, który staje się brązowy w kierunku podstawy.